# Svavelriska
Svavelriska (Lactarius scrobiculatus) är en svampart som först beskrevs av Giovanni Antonio Scopoli, och fick sitt nu gällande namn av Elias Fries 1838. Svavelriska ingår i släktet riskor och familjen kremlor och riskor.  Arten är reproducerande i Sverige. Inga underarter finns listade i Catalogue of Life.

## Källor

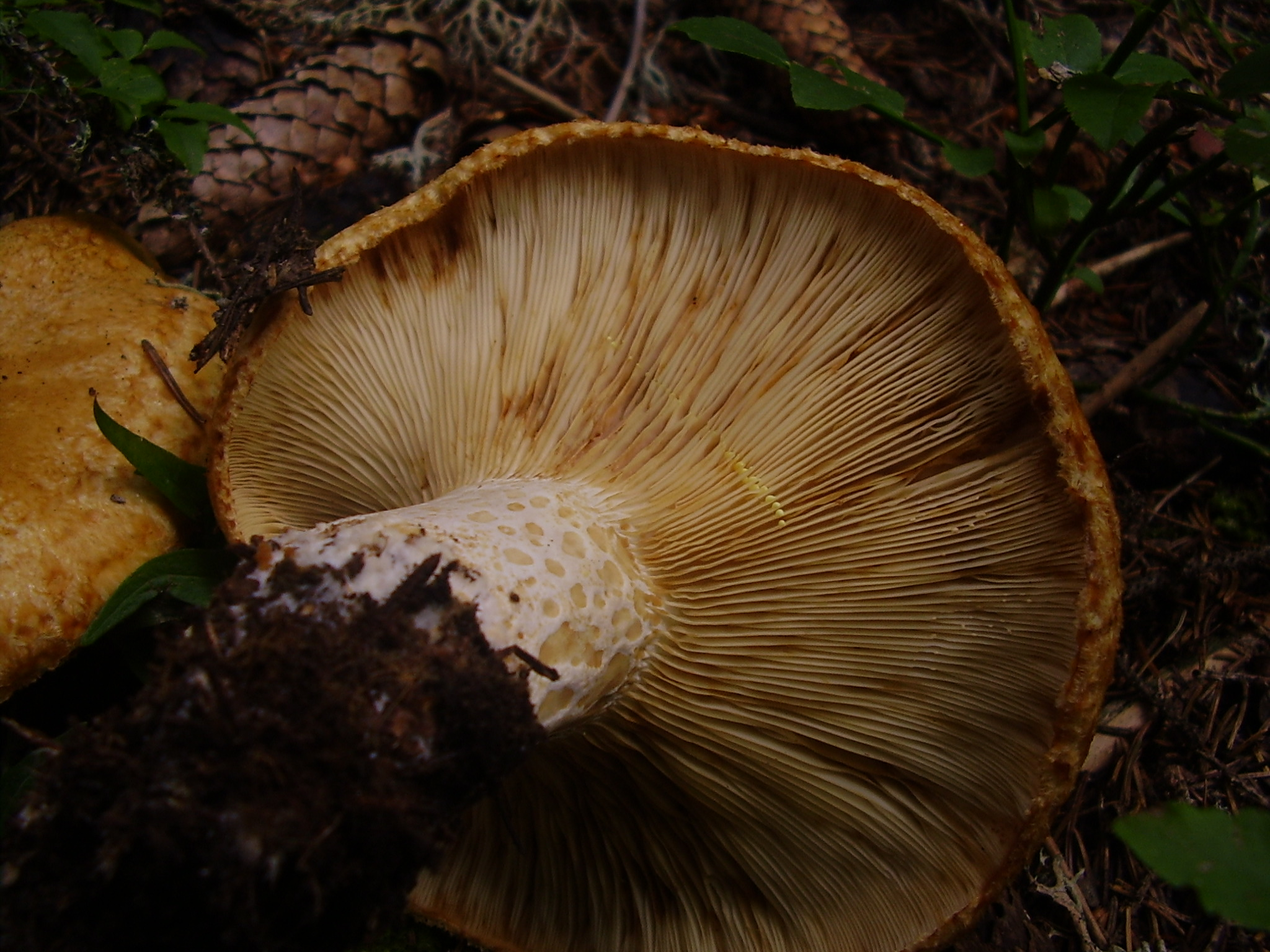
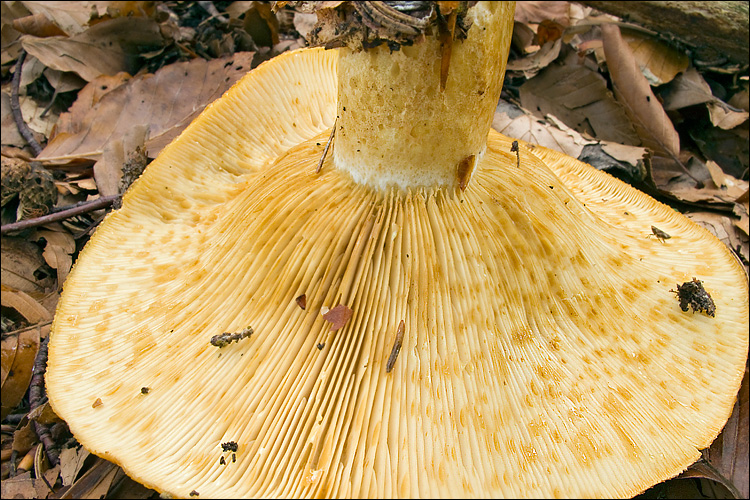
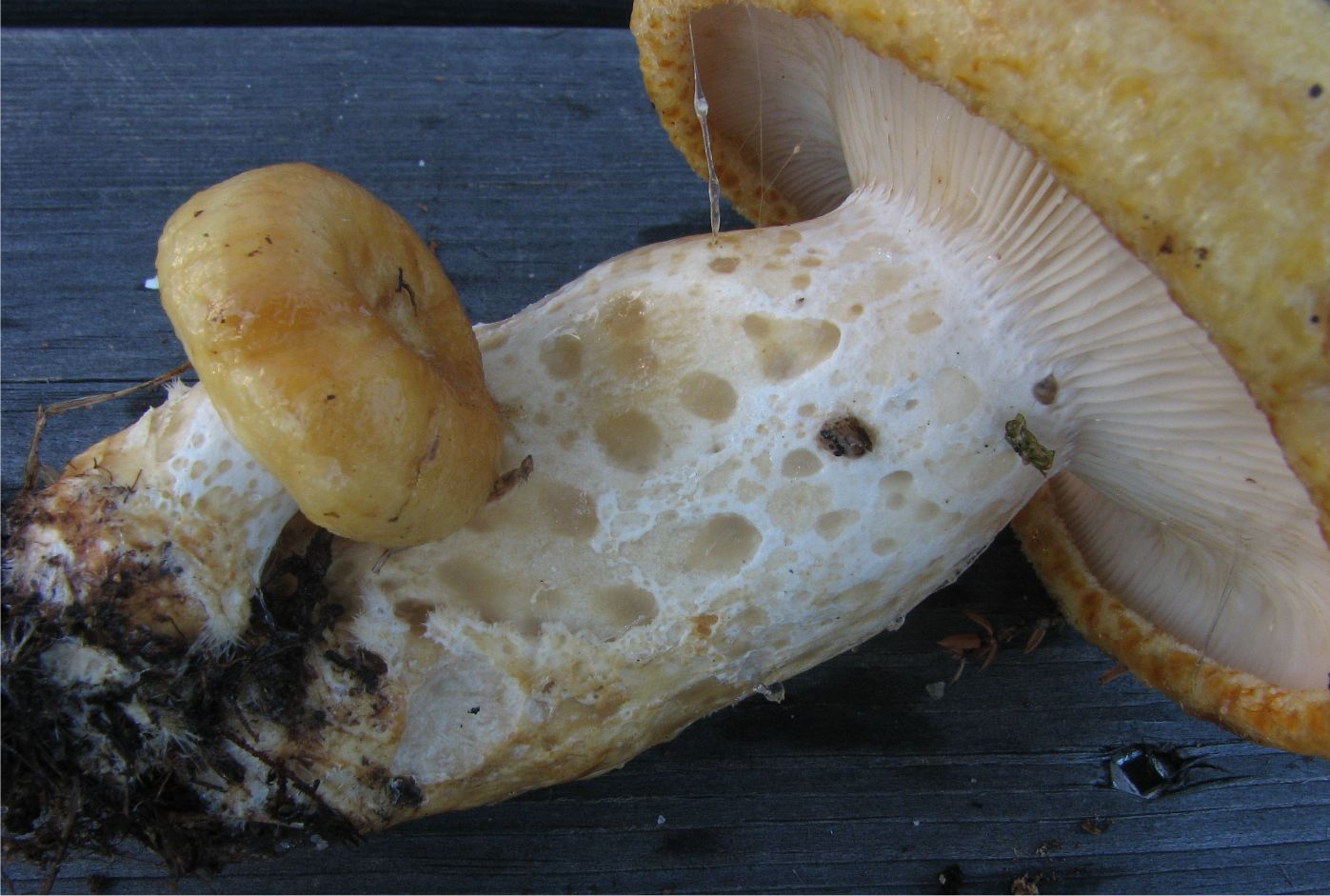
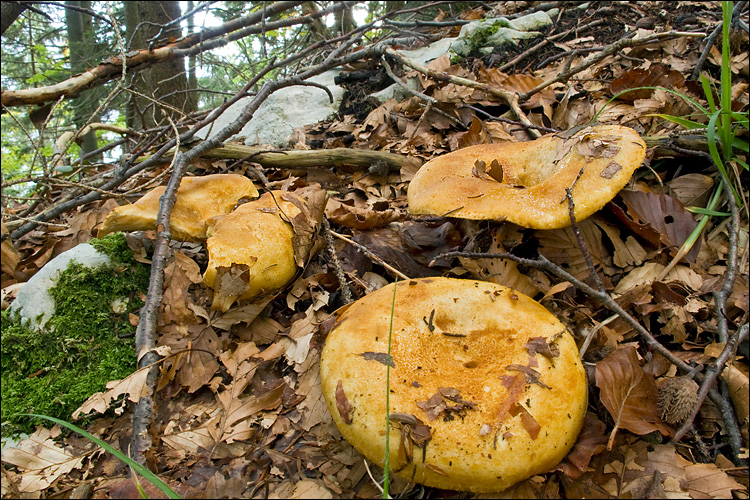